# Île St. Pierre
Île St. Pierre ist ein unbewohntes Eiland der Seychellen. Es liegt nördlich der Insel Praslin im Osten der Baie Curieuse am Rande des Nationalparks Curieuse Marine National Park. Von Pointe Zanguilles und Anse Volbert ist Île St. Pierre je 1,5 km entfernt.
Die Insel ist felsig, von einigen Kokospalmen bestanden und nur einen halben Hektar groß. Früher wuchs hier auch die endemische Seychellenpalme. 
Die Gewässer um Île St. Pierre sind beliebt bei Schnorchlern und Schwimmern. Das malerische Eiland wird in Werbekampagnen als Inbild einer Seychelleninsel vermarktet. Sie gehört zum Distrikt Baie Sainte Anne. Wenige hundert Meter südlich liegt die Privatinsel Chauve Souris.